# Kyselina trifluoroctová
Kyselina trifluoroctová (TFA) je chemická sloučenina s chemickým vzorcem CF3CO2H. K této karboxylové kyselině jsou navázány tři velmi elektronegativní atomy fluoru. Kyselina je derivátem od kyseliny octové, je přitom téměř stotisíckrát kyselejší. Kyselina je široce používána v organické chemii.